# Mosina
Mosina is een stad in het Poolse woiwodschap Groot-Polen, gelegen in de powiat Poznański. De oppervlakte bedraagt 13,58 km², het inwonertal 12.107 (2005).

## Verkeer en vervoer
- Station Mosina